# 2021-es U21-es labdarúgó-Európa-bajnokság
A 2021-es U21-es labdarúgó-Európa-bajnokságot Magyarországon és Szlovéniában rendezték meg. Ez volt az U21-es Európa-bajnokság 23. kiírása. (A 26., ha az U23-as korszakot is ideszámítjuk.) A tornát Magyarország és Szlovénia rendezte két időpontban. A csoportmérkőzéseket március 24. és 31. között játszották le, míg a kieséses szakasz összecsapásaira május 31. és június 6. között került sor.
Az Európa-bajnokságon az 1998. január 1-je után született labdarúgók vehettek részt.

## Házigazda országok kiválasztása
A megadott határidőig a következő két ország jelezte rendezési szándékát:
- Magyarország / Szlovénia[5][6]

Az Európai Labdarúgó-szövetség 2018. december 3-án Dublinban jelölte ki a két rendező országot.

## Selejtezők
A két házigazda – Magyarország és Szlovénia – automatikus résztvevő. A többi 53 UEFA-tagország selejtező mérkőzéseket játszott. Az 53 csapatot kilenc csoportba osztották. Nyolc darab hatos és egy darab ötös csoport volt. Mindegyik csoport győztese valamint a legjobb második automatikusan kijutott az Európa-bajnokságra. A nyolc további második helyezett pótselejtezőt játszott és a győztesei szintén EB-résztvevők.
A selejtezők 2019 márciusától 2020 októberéig tartottak, a pótselejtező-mérkőzések 2020 novemberében rendezték.

### Résztvevők

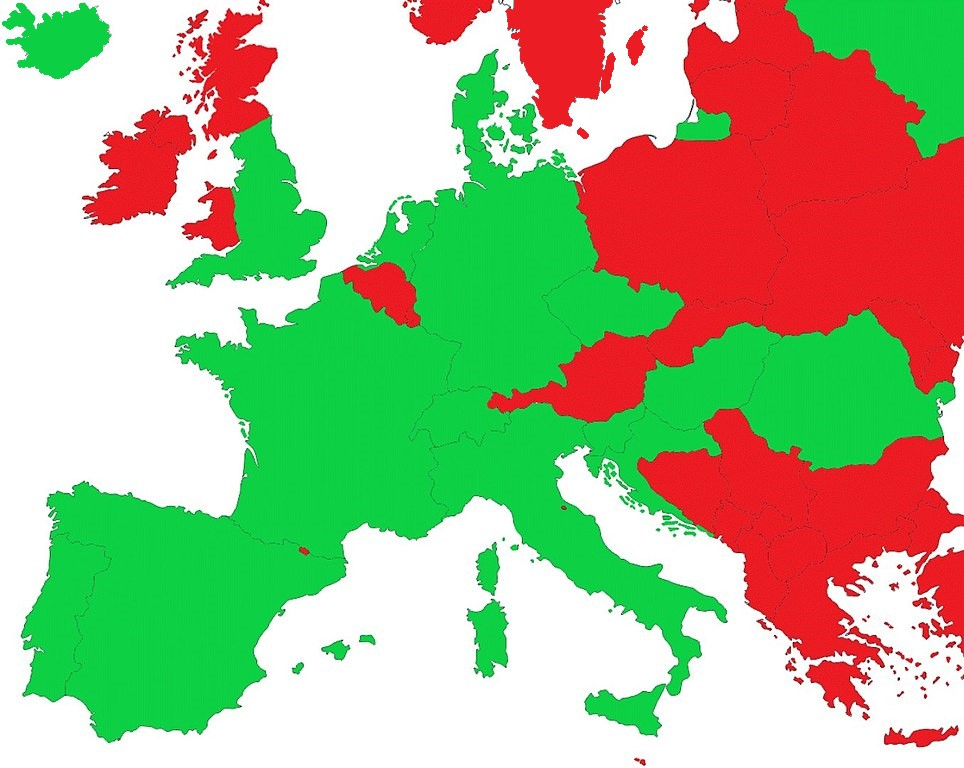
A 2021-es U21-es EB résztvevői

- zöld színnel vannak jelölve a résztvevő országok.

| Csapat        | Kvalifikáció módja        | Kvalifikáció dátuma | Részvételek száma | Legutóbbi részvétel | Legjobb eredmény                      |
| ------------- | ------------------------- | ------------------- | ----------------- | ------------------- | ------------------------------------- |
| Magyarország  | Házigazda                 | 2018. december 3.   | 5.                | 1996 (negyeddöntő)  | Elődöntő: 1986                        |
| Szlovénia     | Házigazda                 | 2018. december 3.   | 1.                | —                   | Újonc                                 |
| Oroszország   | 5. csoport győztese       | 2020. október 13.   | 7.                | 2013 (csoportkör)   | Győztes: 1980, 1990                   |
| Svájc         | 2. csoport 2. helyezettje | 2020. október 13.   | 4.                | 2011 (döntős)       | Döntő: 2011                           |
| Hollandia     | 7. csoport 2. helyezettje | 2020. október 13.   | 9.                | 2013 (elődöntő)     | Győztes: 2006, 2007                   |
| Dánia         | 8. csoport győztese       | 2020. október 13.   | 9.                | 2019 (csoportkör)   | Elődöntő: 1992, 2015                  |
| Spanyolország | 6. csoport győztese       | 2020. október 13.   | 15.               | 2019 (győztes)      | Győztes: 1986, 1998, 2011, 2013, 2019 |
| Anglia        | 3. csoport győztese       | 2020. október 13.   | 16.               | 2019 (csoportkör)   | Győztes: 1982, 1984                   |
| Franciaország | 2. csoport 2. helyezettje | 2020. november 12.  | 10.               | 2019 (elődöntő)     | Győztes: 1988                         |
| Olaszország   | 1. csoport győztese       | 2020. november 15.  | 21.               | 2019 (csoportkör)   | Győztes: 1992, 1994, 1996, 2000, 2004 |
| Portugália    | 2. csoport 7. helyezettje | 2020. november 15.  | 9.                | 2017 (csoportkör)   | Döntő: 1994, 2015                     |
| Csehország    | 4. csoport győztese       | 2020. november 17.  | 8.                | 2017 (csoportkör)   | Győztes: 2004                         |
| Németország   | 9. csoport győztese       | 2020. november 17.  | 13.               | 2019 (döntős)       | Győztes: 2009, 2017                   |
| Horvátország  | 4. csoport 7. helyezettje | 2020. november 17.  | 4.                | 2019 (csoportkör)   | Csoportkör: 2000, 2004, 2019          |
| Románia       | 8. csoport 7. helyezettje | 2020. november 17.  | 3.                | 2019 (elődöntő)     | Elődöntő: 2019                        |
| Izland        | 1. csoport 2. helyezettje | 2020. november 24.  | 2.                | 2011 (csoportkör)   | Csoportkör: 2011                      |

## Sorsolás
A sorsolást 2020. december 10-én, közép-európai idő szerint fél 12-kor rendezték az UEFA székhelyén, Nyonban, Svájcban. A 16 csapatot négy, négy csapatból álló csoportba sorsolták. A csapatok a selejtező szakasz végét követő együtthatós sorrendjük szerint kerültek kiosztásra, amelyet az alábbiak alapján számolnak:
- 2017-es U21-es labdarúgó-Európa-bajnokság és a selejtezőben elért eredmények (20%)
- 2019-es U21-es labdarúgó-Európa-bajnokság és a selejtezőben elért eredmények (40%)
- 2021-es U21-es labdarúgó-Európa-bajnokság selejtezőben elért eredmények (40%)

A 16 csapatot négy, négy csapatból álló kalapokba sorsolták. A csapatokat a selejtező csoportos szakaszának végét követő együtthatós sorrendjük szerint rangsorolták. Minden csoport egy-egy csapatot tartalmaz a négy kalapból. A házigazda Magyarország és Szlovénia az A1, illetve a B1 pozícióba kerül a sorsoláson, míg a másik 14 csapat a csoportok többi elérhető pozíciójába került.
| 1. kalap      | 1. kalap |
| Ország        | Koeff.   |
| ------------- | -------- |
| Spanyolország | 40.620   |
| Németország   | 38.490   |
| Franciaország | 37.147   |
| Anglia        | 36.846   |

| 2. kalap    | 2. kalap |
| Ország      | Koeff.   |
| ----------- | -------- |
| Olaszország | 36.361   |
| Dánia       | 36.088   |
| Portugália  | 35.863   |
| Hollandia   | 32.686   |

| 3. kalap     | 3. kalap |
| Ország       | Koeff.   |
| ------------ | -------- |
| Románia      | 32.198   |
| Horvátország | 31.902   |
| Csehország   | 29.648   |
| Oroszország  | 29.162   |

| 4. kalap          | 4. kalap |
| Ország            | Koeff.   |
| ----------------- | -------- |
| Svájc             | 28.059   |
| Izland            | 26.071   |
| Szlovénia (B1)    | 25.851   |
| Magyarország (A1) | 21.318   |

## Helyszínek
2018. december 3-án a mérkőzéseknek helyt adó városokat és stadionjaikat meg kellett nevezni. A Szlovén labdarúgó-szövetség az alábbi négy város stadionját nevezte meg helyszínként:
- Arena Petrol, Celje
- Stožice Stadion, Ljubljana
- Ljudski vrt, Maribor
- Bonifika Stadion, Koper

A Magyar Labdarúgó-szövetség az alábbi négy város stadionját nevezte meg helyszínként:
- MOL Aréna Sóstó, Székesfehérvár
- Haladás Sportkomplexum, Szombathely
- Bozsik Aréna, Budapest
- Alcufer stadion, Győr

| Székesfehérvár   | Szombathely            | Budapest         | Győr             |
| ---------------- | ---------------------- | ---------------- | ---------------- |
| MOL Aréna Sóstó  | Haladás Sportkomplexum | Bozsik Aréna     | Alcufer stadion  |
| Férőhely: 14 201 | Férőhely: 8903         | Férőhely: 8200   | Férőhely: 4500   |
|                  |                        |                  |                  |
| Celje            | Ljubljana              | Maribor          | Koper            |
| Arena Petrol     | Stožice Stadion        | Ljudski vrt      | Bonifika Stadion |
| Férőhely: 13 006 | Férőhely: 16 038       | Férőhely: 12 702 | Férőhely: 4047   |
|                  |                        |                  |                  |

## Csoportkör
A csoportkörben minden csapat egyszer-egyszer játszott minden ellenfelével, így összesen hat mérkőzésre került sor mind a négy csoportban. A csoportokból az első két helyezett jutott tovább a negyeddöntőbe. Minden csoportban az utolsó két mérkőzést azonos időpontban játszották.
A sorrend meghatározása
Az Európa-bajnokság csoportjaiban ha két vagy több csapat a csoportmérkőzések után azonos pontszámmal áll, a következő pontok alapján kell megállapítani a sorrendet:
1. több szerzett pont az azonosan álló csapatok között lejátszott mérkőzéseken
2. jobb gólkülönbség az azonosan álló csapatok között lejátszott mérkőzéseken (ha kettőnél több csapat áll azonos pontszámmal)
3. több szerzett gól az azonosan álló csapatok között lejátszott mérkőzéseken (ha kettőnél több csapat áll azonos pontszámmal)

Ha a felsorolt első három pont alapján két, vagy több csapat még mindig holtversenyben áll, akkor az első három pontot mindaddig alkalmazni kell, ameddig nem dönthető el a sorrend. Ha a sorrend nem dönthető el, akkor a következő pontok alapján állapítják meg a sorrendet:
1. jobb gólkülönbség az összes csoportmérkőzésen
2. több szerzett gól az összes csoportmérkőzésen
3. jobb U21-es UEFA-együttható

### A csoport
| Hely. | Csapat           | M | Gy | D | V | G+ | G– | Gk | P | Továbbjutás                                |
| ----- | ---------------- | - | -- | - | - | -- | -- | -- | - | ------------------------------------------ |
| 1.    | Hollandia        | 3 | 1  | 2 | 0 | 8  | 3  | +5 | 5 | Továbbjutott az egyenes kieséses szakaszba |
| 2.    | Németország      | 3 | 1  | 2 | 0 | 4  | 1  | +3 | 5 | Továbbjutott az egyenes kieséses szakaszba |
| 3.    | Románia          | 3 | 1  | 2 | 0 | 3  | 2  | +1 | 5 |                                            |
| 4.    | Magyarország (R) | 3 | 0  | 0 | 3 | 2  | 11 | −9 | 0 |                                            |

| 2021. március 24. 21:00 |

| Románia     | 1–1               | Hollandia   |
| ----------- | ----------------- | ----------- |
| Ciobanu 20' | (1–1) Jegyzőkönyv | Schuurs 16' |

| MOL Aréna Sóstó, Székesfehérvár Nézőszám: 0 Játékvezető: Sandro Schärer (svájci) |

| 2021. március 24. 21:00 |

| Magyarország | 0–3               | Németország              |
| ------------ | ----------------- | ------------------------ |
|              | (0–0) Jegyzőkönyv | Nmecha 61' Baku 66', 73' |

| Bozsik Aréna, Budapest Nézőszám: 0 Játékvezető: Guillermo Cuadra Fernandez (spanyol) |

| 2021. március 27. 18:00 |

| Magyarország         | 1–2               | Románia               |
| -------------------- | ----------------- | --------------------- |
| Csonka 56' Szőke 42′ | (0–0) Jegyzőkönyv | Mățan 70' Pașcanu 87' |

| MOL Aréna Sóstó, Székesfehérvár Nézőszám: 0 Játékvezető: Lawrence Visser (belga) |

| 2021. március 27. 21:00 |

| Németország | 1–1               | Hollandia    |
| ----------- | ----------------- | ------------ |
| Nmecha 84'  | (0–0) Jegyzőkönyv | Kluivert 48' |

| Bozsik Aréna, Budapest Nézőszám: 0 Játékvezető: Maurizio Mariani (olasz) |

| 2021. március 30. 18:00 |

| Hollandia                                                            | 6–1               | Magyarország         |
| -------------------------------------------------------------------- | ----------------- | -------------------- |
| De Wit 42' Boadu 47' (11-esből) Gakpo 58' 70' Botman 87' Brobbey 89' | (1–0) Jegyzőkönyv | Bolla 65' (11-esből) |

| Bozsik Aréna, Budapest Nézőszám: 0 Játékvezető: Sandro Schärer (svájci) |

| 2021. március 30. 18:00 |

| Németország | 0–0               | Románia |
| ----------- | ----------------- | ------- |
|             | (0–0) Jegyzőkönyv |         |

| MOL Aréna Sóstó, Székesfehérvár Nézőszám: 0 Játékvezető: Guillermo Cuadra Fernández (spanyol) |

### B csoport
| Hely. | Csapat        | M | Gy | D | V | G+ | G– | Gk | P | Továbbjutás                                |
| ----- | ------------- | - | -- | - | - | -- | -- | -- | - | ------------------------------------------ |
| 1.    | Spanyolország | 3 | 2  | 1 | 0 | 5  | 0  | +5 | 7 | Továbbjutott az egyenes kieséses szakaszba |
| 2.    | Olaszország   | 3 | 1  | 2 | 0 | 5  | 1  | +4 | 5 | Továbbjutott az egyenes kieséses szakaszba |
| 3.    | Csehország    | 3 | 0  | 2 | 1 | 2  | 4  | −2 | 2 |                                            |
| 4.    | Szlovénia (R) | 3 | 0  | 1 | 2 | 1  | 8  | −7 | 1 |                                            |

| 2021. március 24. 18:00 |

| Szlovénia | 0–3               | Spanyolország                    |
| --------- | ----------------- | -------------------------------- |
|           | (0–0) Jegyzőkönyv | Puado 53' Villar 54' Miranda 89' |

| Ljudski vrt, Maribor Nézőszám: 0 Játékvezető: François Letexier (francia) |

| 2021. március 24. 18:00 |

| Csehország           | 1–1               | Olaszország                             |
| -------------------- | ----------------- | --------------------------------------- |
| Maggiore 75' (öngól) | (0–1) Jegyzőkönyv | Scamacca 31' Tonali 84′ Marchizza 90+4′ |

| Arena Petrol, Celje Nézőszám: 0 Játékvezető: Dennis Higler (holland) |

| 2021. március 27. 18:00 |

| Szlovénia | 1–1               | Csehország         |
| --------- | ----------------- | ------------------ |
| Matko 32' | (1–0) Jegyzőkönyv | Prelec 86' (öngól) |

| Arena Petrol, Celje Nézőszám: 0 Játékvezető: Glenn Nyberg (svéd) |

| 2021. március 27. 21:00 |

| Spanyolország | 0–0         | Olaszország              |
| ------------- | ----------- | ------------------------ |
| Mingueza 87′  | Jegyzőkönyv | Scamacca 86′ Rovella 87′ |

| Ljudski vrt, Maribor Nézőszám: 0 Játékvezető: Harm Osmers (német) |

| 2021. március 30. 21:00 |

| Olaszország                                                         | 4–0               | Szlovénia |
| ------------------------------------------------------------------- | ----------------- | --------- |
| Maggiore 10' Raspadori 19' Cutrone 25' 50' (11-esből) Marchizza 82′ | (3–0) Jegyzőkönyv |           |

| Stožice Stadion, Ljubljana Nézőszám: 0 Játékvezető: Bartosz Frankowski (lengyel) |

| 2021. március 30. 21:00 |

| Spanyolország | 2–0               | Csehország |
| ------------- | ----------------- | ---------- |
| Gómez 69' 78' | (0–0) Jegyzőkönyv |            |

| Ljudski vrt, Maribor Nézőszám: 0 Játékvezető: Giorgi Kruashvili (grúz) |

### C csoport
| Hely. | Csapat        | M | Gy | D | V | G+ | G– | Gk | P | Továbbjutás                                |
| ----- | ------------- | - | -- | - | - | -- | -- | -- | - | ------------------------------------------ |
| 1.    | Dánia         | 3 | 3  | 0 | 0 | 6  | 0  | +6 | 9 | Továbbjutott az egyenes kieséses szakaszba |
| 2.    | Franciaország | 3 | 2  | 0 | 1 | 4  | 1  | +3 | 6 | Továbbjutott az egyenes kieséses szakaszba |
| 3.    | Oroszország   | 3 | 1  | 0 | 2 | 4  | 6  | −2 | 3 |                                            |
| 4.    | Izland        | 3 | 0  | 0 | 3 | 1  | 8  | −7 | 0 |                                            |

| 2021. március 25. 18:00 |

| Oroszország                                                     | 4–1               | Izland         |
| --------------------------------------------------------------- | ----------------- | -------------- |
| Chalov 31' (11-esből) Tiknizyan 42' Zakharyan 45+2' Makarov 53' | (3–0) Jegyzőkönyv | Guðjohnsen 59' |

| Alcufer stadion, Győr Nézőszám: 0 Játékvezető: Halil Umut Meler (török) |

| 2021. március 25. 21:00 |

| Franciaország | 0–1         | Dánia      |
| ------------- | ----------- | ---------- |
|               | Jegyzőkönyv | Dreyer 75' |

| Haladás Sportkomplexum, Szombathely Nézőszám: 0 Játékvezető: Irfan Peljto (bosnyák) |

| 2021. március 28. 21:00 |

| Oroszország | 0–2               | Franciaország                               |
| ----------- | ----------------- | ------------------------------------------- |
|             | (0–2) Jegyzőkönyv | Édouard 15' (11-esből) Ikoné 24' (11-esből) |

| Haladás Sportkomplexum, Szombathely Nézőszám: 0 Játékvezető: Guillermo Cuadra Fernández (spanyol) |

| 2021. március 28. 15:00 |

| Izland | 0–2               | Dánia               |
| ------ | ----------------- | ------------------- |
|        | (0–2) Jegyzőkönyv | Isaksen 5' Bech 18' |

| Alcufer stadion, Győr Nézőszám: 0 Játékvezető: Halil Umut Meler (török) |

| 2021. március 31. 18:00 |

| Dánia                                 | 3–0               | Oroszország |
| ------------------------------------- | ----------------- | ----------- |
| Bruun Larsen 10' Dreyer 11' Holse 90' | (2–0) Jegyzőkönyv |             |

| Haladás Sportkomplexum, Szombathely Nézőszám: 0 Játékvezető: Maurizio Mariani (olasz) |

| 2021. március 31. 18:00 |

| Izland | 0–2               | Franciaország             |
| ------ | ----------------- | ------------------------- |
|        | (0–2) Jegyzőkönyv | Guendouzi 17' Édouard 38' |

| Alcufer stadion, Győr Nézőszám: 0 Játékvezető: Lawrence Visser (belga) |

### D csoport
| Hely. | Csapat       | M | Gy | D | V | G+ | G– | Gk | P | Továbbjutás                                |
| ----- | ------------ | - | -- | - | - | -- | -- | -- | - | ------------------------------------------ |
| 1.    | Portugália   | 3 | 3  | 0 | 0 | 6  | 0  | +6 | 9 | Továbbjutott az egyenes kieséses szakaszba |
| 2.    | Horvátország | 3 | 1  | 0 | 2 | 4  | 5  | −1 | 3 | Továbbjutott az egyenes kieséses szakaszba |
| 3.    | Svájc        | 3 | 1  | 0 | 2 | 3  | 6  | −3 | 3 |                                            |
| 4.    | Anglia       | 3 | 1  | 0 | 2 | 2  | 4  | −2 | 3 |                                            |

| 2021. március 25. 21:00 |

| Portugália | 1–0               | Horvátország |
| ---------- | ----------------- | ------------ |
| Vieira 68' | (0–0) Jegyzőkönyv |              |

| Bonifika Stadion, Koper Nézőszám: 0 Játékvezető: Bartosz Frankowski (lengyel) |

| 2021. március 25. 15:00 |

| Anglia | 0–1               | Svájc     |
| ------ | ----------------- | --------- |
|        | (0–0) Jegyzőkönyv | Ndoye 78' |

| Bonifika Stadion, Koper Nézőszám: 0 Játékvezető: Giorgi Kruashvili (grúz) |

| 2021. március 28. 21:00 |

| Portugália                      | 2–0               | Anglia |
| ------------------------------- | ----------------- | ------ |
| Mota 64' Trincão 74' (11-esből) | (0–0) Jegyzőkönyv |        |

| Stožice Stadion, Ljubljana Nézőszám: 0 Játékvezető: François Letexier (francia) |

| 2021. március 28. 18:00 |

| Horvátország                                 | 3–2               | Svájc                                      |
| -------------------------------------------- | ----------------- | ------------------------------------------ |
| Ivanušec 8' Moro 61' (11-esből) Vizinger 64' | (1–0) Jegyzőkönyv | Imeri 79' (11-esből) Kulenović 89' (öngól) |

| Bonifika Stadion, Koper Nézőszám: 0 Játékvezető: Dennis Higler (holland) |

| 2021. március 31. 18:00 |

| Svájc      | 0–3               | Portugália                           |
| ---------- | ----------------- | ------------------------------------ |
| Muheim 72′ | (0–1) Jegyzőkönyv | Queirós 3' Trincão 60' Conceição 65' |

| Stožice Stadion, Ljubljana Nézőszám: 0 Játékvezető: Glenn Nyberg (svéd) |

| 2021. március 31. 18:00 |

| Horvátország   | 1–2               | Anglia                       |
| -------------- | ----------------- | ---------------------------- |
| Bradarić 90+1' | (0–1) Jegyzőkönyv | Eze 12' (11-esből) Jones 74' |

| Bonifika Stadion, Koper Nézőszám: 0 Játékvezető: Harm Osmers (német) |

## Egyenes kieséses szakasz
Az egyenes kieséses szakaszban döntetlen esetén 2x15 perces hosszabbítás következett. Ha ezután is döntetlen az állás, akkor büntetőpárbaj döntött.
|  |                            |               |                       |                            |   |               |                       |           |  |  |       |       |       |
|  | Negyeddöntők               | Negyeddöntők  | Negyeddöntők          |                            |   | Elődöntők     | Elődöntők             | Elődöntők |  |  | Döntő | Döntő | Döntő |
|  | Negyeddöntők               | Negyeddöntők  | Negyeddöntők          |                            |   | Elődöntők     | Elődöntők             | Elődöntők |  |  | Döntő | Döntő | Döntő |
|  | május 31. – Budapest       |               |                       |                            |   |               |                       |           |  |  |       |       |       |
|  |                            |               |                       |                            |   |               |                       |           |  |  |       |       |       |
|  | A1                         | Hollandia     | 2                     |                            |   |               |                       |           |  |  |       |       |       |
|  | A1                         | Hollandia     | 2                     | június 3. – Székesfehérvár |   |               |                       |           |  |  |       |       |       |
|  | C2                         | Franciaország | 1                     |                            |   |               |                       |           |  |  |       |       |       |
|  | C2                         | Franciaország | 1                     |                            |   | Hollandia     | Hollandia             | 1         |  |  |       |       |       |
|  | május 31. – Székesfehérvár |               |                       |                            |   | Hollandia     | Hollandia             | 1         |  |  |       |       |       |
|  |                            |               | Németország           | Németország                | 2 |               |                       |           |  |  |       |       |       |
|  | C1                         | Dánia         | Németország           | Németország                | 2 | 2 (5)         |                       |           |  |  |       |       |       |
|  | C1                         | Dánia         |                       |                            |   | 2 (5)         | június 6. – Ljubljana |           |  |  |       |       |       |
|  | A2                         | Németország   | 2 (6)                 |                            |   |               |                       |           |  |  |       |       |       |
|  | A2                         | Németország   | 2 (6)                 |                            |   | Németország   | Németország           | 1         |  |  |       |       |       |
|  | május 31. – Maribor        |               |                       |                            |   | Németország   | Németország           | 1         |  |  |       |       |       |
|  |                            |               | Portugália            | Portugália                 | 0 |               |                       |           |  |  |       |       |       |
|  | B1                         | Spanyolország | Portugália            | Portugália                 | 0 | 2             |                       |           |  |  |       |       |       |
|  | B1                         | Spanyolország | június 3. – Ljubljana |                            |   | 2             |                       |           |  |  |       |       |       |
|  | D2                         | Horvátország  | 1                     |                            |   |               |                       |           |  |  |       |       |       |
|  | D2                         | Horvátország  | 1                     |                            |   | Spanyolország | Spanyolország         | 0         |  |  |       |       |       |
|  | május 31. – Ljubljana      |               |                       |                            |   | Spanyolország | Spanyolország         | 0         |  |  |       |       |       |
|  |                            |               | Portugália            | Portugália                 | 1 |               |                       |           |  |  |       |       |       |
|  | D1                         | Portugália    | Portugália            | Portugália                 | 1 | 5             |                       |           |  |  |       |       |       |
|  | D1                         | Portugália    |                       |                            |   |               |                       |           |  |  |       |       |       |
|  | B2                         | Olaszország   | 3                     |                            |   |               |                       |           |  |  |       |       |       |
|  | B2                         | Olaszország   | 3                     |                            |   |               |                       |           |  |  |       |       |       |
|  |                            |               |                       |                            |   |               |                       |           |  |  |       |       |       |

### Negyeddöntő
| 2021. május 31. 18:00 |

| Hollandia       | 2–1               | Franciaország |
| --------------- | ----------------- | ------------- |
| Boadu 51' 90+3' | (0–1) Jegyzőkönyv | Upamecano 23' |

| Bozsik Aréna, Budapest Játékvezető: Maurizio Mariani (olasz) |

| 2021. május 31. 21:00 |

| Dánia                                                    | 2–2 (h. u.)                 | Németország                                            |
| -------------------------------------------------------- | --------------------------- | ------------------------------------------------------ |
| Faghir 69' Nelsson 108' (11-esből)                       | (0–0, 1–1, 1–2) Jegyzőkönyv | Nmecha 88' Burkardt 100'                               |
| Büntetőpárbaj                                            |                             |                                                        |
| Isaksen Holse Faghir Hjulmand Nelsson Nartey Kristiansen | 5–6                         | Burkardt Maier Mai Schlotterbeck Nmecha Pieper Jaeckel |

| MOL Aréna Sóstó, Székesfehérvár Játékvezető: Guillermo Cuadra Fernández (spanyol) |

| 2021. május 31. 18:00 |

| Spanyolország  | 2–1 (h. u.)                 | Horvátország              |
| -------------- | --------------------------- | ------------------------- |
| Puado 66' 110' | (0–0, 1–1, 1–1) Jegyzőkönyv | Ivanušec 90+4' (11-esből) |

| Ljudski vrt, Maribor Játékvezető: Giorgi Kruashvili (grúz) |

| 2021. május 31. 21:00 |

| Portugália                                     | 5–3 (h. u.)                 | Olaszország                         |
| ---------------------------------------------- | --------------------------- | ----------------------------------- |
| Mota 6' 31' Ramos 58' Jota 109' Conceição 119' | (2–1, 3–3, 3–3) Jegyzőkönyv | Pobega 45' Scamacca 60' Cutrone 89' |

| Stožice Stadion, Ljubljana Játékvezető: François Letexier (francia) |

### Elődöntő
| 2021. június 3. 21:00 |

| Hollandia   | 1–2               | Németország |
| ----------- | ----------------- | ----------- |
| Schuurs 67' | (0–2) Jegyzőkönyv | Wirtz 1' 8' |

| Bozsik Aréna, Budapest Játékvezető: Sandro Schärer (svájci) |

| 2021. június 3. 18:00 |

| Spanyolország | 0–1               | Portugália         |
| ------------- | ----------------- | ------------------ |
|               | (0–0) Jegyzőkönyv | Cuenca 80' (öngól) |

| Stožice Stadion, Ljubljana Játékvezető: Glenn Nyberg (svéd) |

### Döntő
| 2021. június 6. 21:00 |

| Németország | 1–0               | Portugália |
| ----------- | ----------------- | ---------- |
| Nmecha 49'  | (0–0) Jegyzőkönyv |            |

| Stožice Stadion, Ljubljana Nézőszám: 4883 Játékvezető: Giorgi Kruashvili (grúz) |

## Gólszerzők
4 gólos
- Lukas Nmecha

3 gólos
- Patrick Cutrone
- Myron Boadu
- Dany Mota
- Javi Puado

2 gólos
- Luka Ivanušec
- Anders Dreyer
- Odsonne Édouard
- Ridle Baku
- Florian Wirtz
- Gianluca Scamacca
- Cody Gakpo
- Perr Schuurs
- Francisco Conceição
- Francisco Trincão
- Daniel Gómez Alcón

1 gólos
- Domagoj Bradarić
- Nikola Moro
- Dario Vizinger
- Mads Bech Sørensen
- Jacob Bruun Larsen
- Wahid Faghir
- Carlo Holse
- Gustav Isaksen
- Victor Nelsson
- Eberechi Eze
- Curtis Jones
- Matteo Guendouzi
- Jonathan Ikoné
- Dayot Upamecano
- Jonathan Burkardt
- Bolla Bendegúz
- Csonka András
- Sveinn Aron Guðjohnsen
- Giulio Maggiore
- Tommaso Pobega
- Giacomo Raspadori
- Sven Botman
- Brian Brobbey
- Dani de Wit
- Justin Kluivert
- Jota
- Diogo Queirós
- Gonçalo Ramos
- Fábio Vieira
- Andrei Ciobanu
- Alexandru Mățan
- Alex Pașcanu
- Fyodor Chalov
- Denis Makarov
- Nair Tiknizyan
- Arsen Zakharyan
- Aljoša Matko
- Juan Miranda
- Gonzalo Villar
- Kastriot Imeri
- Dan Ndoye

1 öngólos
- Sandro Kulenović (Svájc ellen)
- Giulio Maggiore (Csehország ellen)
- Nik Prelec (Csehország ellen)
- Jorge Cuenca (Portugália ellen)